# Рубини, Джованни Баттиста
Джованни Баттиста Рубини (итал. Giovanni Battista Rubini; 7 апреля 1794, Романо-ди-Ломбардия, Италия — 3 марта 1854, Романо-ди-Ломбардия, Италия) — итальянский оперный певец, любимый певец композитора Беллини, непревзойдённый мастер бельканто, предшественник лирических теноров последующих эпох.
Голос Рубини современники описывали как необычайно подвижный и выразительный, с мягким, серебристым тембром и налётом андрогинного сладкозвучия, без какой-либо пронзительности (squillo).  Известны восхищённые отзывы о его пении таких ценителей, как Шопен и Лист. 

## Биография
Первые уроки музыки получил в семье: отец Рубини как любитель играл на валторне, один из старших братьев руководил церковным хором. Дебютировал в 12-летнем возрасте в Бергамо как скрипач. 
Впервые вышел на оперную сцену в Павии в возрасте 20-ти лет. Последующие десять лет в основном провёл в Неаполе (где театральная жизнь находилась в руках Барбайи и Россини) в качестве «комического тенора» (tenore buffo). По молодости он пребывал в тени более опытных теноров Давида и Нодзари, а также брал уроки у последнего. 
За время, проведённое в Неаполе, Рубини более 200 раз выступил в десяти различных произведениях Россини. Регулярно гастролируя по другим итальянским городам, в 1816—1817 годах имел блестящий успех в Риме в опере Россини «Сорока-воровка». В 1818 году впервые выступил в миланском театре Ла Скала, причём в том же спектакле пел и один из его братьев.
В сезоне 1825—1826 гг. отправился в Париж, где пел почти исключительно в операх Россини; в конце сезона предпринял продолжительную гастрольную поездку в Лондон. На протяжении последующего десятилетия интенсивно сотрудничал с Винченцо Беллини, появляясь почти во всех его операх. В 1835 г. пел в погребальной мессе на его похоронах. 
Регулярно выступал в основных европейских столицах: в Лондоне в 1831—1842 гг. и в Париже в 1832—1840 гг. гастролировал ежегодно, в 1841 г. триумфально выступал в Мадриде (с М. Орейро-Лема) и Брюсселе, в 1843 году пел на берлинской оперной сцене и совершил вместе с Ференцем Листом гастрольное концертное турне по Голландии и Германии. В 1844 году в Императорской итальянской опере Санкт-Петербурга выступал вместе с Антонио Тамбурини и Полиной Виардо.
В 1839 году Рубини опубликовал в Париже пособие для певцов («12 leçons de chant moderne pour tenor ou soprano»). Он умер в своём родном городе от инфаркта. Жена его, французская певица Аделаида Шомель (1794—1874), на итальянский лад писавшая свою фамилию Комелли, пережила его на 20 лет.

## Вокальные данные и техника
Рубини обладал необычайно широким вокальным диапазоном, хотя средний его регистр «проседал». При необходимости он был способен петь в крайне высоком регистре — как контральтино, с использованием техники falsettone. Его увлечение вибрато породило мнение, что он стал использовать его первым среди теноров.
В 1830-е годы Жильбер Дюпре «похоронил» фальцетные техники и популяризировал грудной голос. Ему удавалось наполнять большие залы мощным, мужественным вокалом, который был весьма отличен от лёгкого, подвижного falsettone, характерного для Рубини и других россиниевских теноров. С этой новой вокальной эстетикой романтизма стиль Рубини контрастировал изысканной фразировкой, подвижностью и лёгкой приглушённостью тембра — что соответствовало акценту бельканто на гибкость и элегантность вокала.
Вокальный педагог Антонио Юварра приводит следующий анекдот: как-то Дюпре спросил Рубини, почему его собственный голос стал рано гаснуть, а голос Рубини сохраняет прежнюю свежесть. Тот ответил: «Потому что ты использовал капитал своего голоса, а я — лишь проценты», намекая, что фальцетная техника Рубини не так напрягала голосовые связки, как мощный грудной голос Дюпре. Тем не менее после повсеместного распространения грудного голоса современники стали замечать невеликий объём голоса Рубини и использование им головного резонанса для нот, которые к тому времени исполнялись грудным голосом.